# Hárshegy
Hárshegy ([ˈhaːɾʃhɛɟ]) est un quartier de Budapest situé dans le 2e arrondissement de Budapest au cœur des collines de Buda sur le Hárs-hegy. La Gare de Hárs-hegy est desservie par le Gyermekvasút.